# دانييلي زوتي
دانييلي زوتي هو لاعب كرة قدم بلجيكي في مركز الدفاع، ولد في 23 فبراير 1997 في جينك في بلجيكا. لعب مع رودا كيركراده.

## وصلات خارجية
- دانييلي زوتي على موقع قاعدة بيانات كرة القدم.إي يو (الإنجليزية)
- دانييلي زوتي على موقع Soccerway.com (الإنجليزية)